# James Larkin
James Larkin (en irlandés: Séamas Ó Lorcáin; Liverpool, 28 de enero de 1874 - 1947) fue un líder sindical y político socialista. Big Jim era hijo de padres irlandeses y creció en medio de la pobreza. Tuvo una educación esporádica, pues tuvo que trabajar siendo aún un niño. En 1907 fundó el sindicato de trabajadores de Irlanda y más tarde, en 1912, fundó el Partido Laborista Irlandés.

## Biografía
La familia Larkin vivió en los barrios pobres de Liverpool durante los primeros años de su vida, y desde los siete años asistió a la escuela por las mañanas y al trabajo por las tardes, para colaborar con la economía familiar –un recurso habitual en la clase trabajadora de Inglaterra. A la edad de catorce años, tras la muerte de su padre, Larkin se incorporó como aprendiz a la fábrica donde trabajó el padre, pero fue despedido dos años después por inducir a la huelga. Trabajó un tiempo como marinero y después como estibador. También fue capataz de los muelles. El 8 de septiembre de 1903 se casó con Elizabeth Brown.
Desde 1893, Larkin había desarrollado interés por las ideas socialistas, llegando a ser miembro del Partido Laborista Independiente. En 1905, fue uno de los pocos capataces en adherirse a la huelga de los muelles de Liverpool. Fue elegido para el comité de huelga, y como consecuencia perdió su empleo. Pero su papel en el conflicto impresionó a la Unión Nacional de Trabajadores de los Muelles (NDLU, en inglés), que lo eligieron temporalmente como organizador. Más tarde, ganó un puesto permanente en la Ejecutiva de la Unión, y en 1906 fue enviado a Escocia, donde organizó con gran éxito las huelgas de Preston y Glasgow.

## Movimiento obrero de Irlanda (1907–1914)
En enero de 1906, Larkin asumió su primer error en nombre del movimiento sindical irlandés, cuando llegó a Belfast para integrar en el seno de la NDLU a los trabajadores de los muelles de la ciudad. Tras rechazar una propuesta salarial, los estibadores iniciaron una huelga. Pero los trabajadores se dividieron, negociaron por separado gruistas y estibadores. Larkin intentó unificar la lucha de los trabajadores, incluso protestantes y católicos, hasta llegó a persuadir a policías para adherirse a la huelga, pero esta acabó sin ningún éxito en noviembre de ese año. Surgieron presiones en el liderazgo de la huelga entre Larkin y el secretario general de la NDLU, James Sexton. El papel del segundo, que lo sustituyó durante las negociaciones, apoyando un desastroso acuerdo para los últimos huelguistas, fue el definitivo conflicto entre ambos.
En 1908, Larkin se desplazó para el sur y organizó a los trabajadores de Dublín, Cork y Waterford con considerable éxito. Su implicación contra las instrucciones sindicales, en disputa con Dublin, acabó con su expulsión de la NDLU. El sindicato lo procesó más tarde por desvío de fondos sindicales para la financiación de una huelga de trabajadores decidida sin apoyo oficial del aparato. Tras el juicio y la condena en 1910, iría tres meses a prisión, en una sentencia vista por la mayoría como injusta.
Después de su expulsión de la NDLU, Larkin fundó la Unión General de Trabajadores del Transporte de Irlanda (ITGWU, en las siglas inglesas), a finales de diciembre de 1908. La organización existe aún hoy bajo el nombre de Unión Profesional y Técnica de la Industria de los Servicios (SIPTU). Rápidamente, la nueva organización ganó afiliados a costa de la NDLU en localidades como Dublín, Cork, Dundalk y Waterford, mientras las plazas de Derry y Drogheda quedaron con la Unión Británica y Belfast se escindió, junto a otras corrientes más pequeñas. El año siguiente, Larkin se desplazó hasta Dublín, donde llegaría a constituir la base fundamental del ITGWU y el núcleo de la toda su futura actividad sindical en Irlanda.
En junio de 1911, Larkin fundó un periódico, The Irish Worker, para construir una alternativa de clase a la prensa burguesa. Ese órgano se caracterizó por campañas vehementes de denuncia de las injusticias sufridas por los trabajadores. Sus columnas incluyeron colaboraciones de intelectuales, hasta su prohibición por las autoridades en 1915.
Junto a James Connolly, Larkin participó en la fundación del Partido Laborista de Irlanda, en 1912. Tras ese año, fue elegido diputado por Dublín. 

## Lockoutde Dublín en 1913
A inicios de 1913, Larkin consiguió algunos éxitos en los conflictos de la industria dublinesa, a través de huelgas y boicots. Los empleados de las mayores empresas sin presencia sindical fueron el blanco de las ambiciones de la organización de Larkin: Guinnes y la Compañía Unitaria de los Tranvías de Dublín. El personal de Guinness estaba bien pagado y adormilado por una gerencia paternalista; en general, mostraba poco interés por la actividad sindical. Las cosas eran diferentes en la Compañía Unitaria de los Tranvías. El presidente, industrial y propietario de un periódico, William Martin Murphy, fue determinante para no permitir que el ITGWU adhiriera a sus empleados. El día 15 de agosto despidió a cuarenta operarios sospechosos de militar en el ITGWU, seguidos por otros 300 obreros una semana más tarde. El día 26 de agosto, los obreros de la Compañía Unitaria de los Tranvías de Dublín iniciaron la huelga. Presionados por Murphy, varios centenares de empleados se vieron obligados a firmar una promesa para no afiliarse al ITGWU. El conflicto laboral resultante fue el más agudo en la historia de Irlanda. Los patrones se enfrentaron en Dublín al mayor lockout de sus operarios, cuando el último se rechazó a firmar la promesa, viéndose en la obligación de emplear trabajadores venidos de Gran Bretaña y de otras zonas de Irlanda. Los trabajadores de Dublín, entre el más pobres de Reino Unido, consiguieron sobrevivir gracias a donaciones de la Unión de Comercios Británicos (TUC) y otras fuentes de financiación de Irlanda, en ayudas distribuidas por el ITGWU.
Durante siete meses, el lockout afectó a decenas de miles de trabajadores y empresarios de Dublín, con Larkin retratado como el villano por tres periódicos principales de Murphy, el  Irish Independent, el Sunday Independent y el Evening Herald. Otros líderes del ITGWU eran James Connolly y William X. O'Brien, mientras que figuras influyentes del sindicato como Pádraig Pearse, Condessa Markievicz y Mordomo William Yeats apoyaron a los trabajadores, aunque eran muy críticos con Larkin.
El lockout concluyó a comienzos de 1914, cuando los llamamientos de Larkin y Connolly a la extensión de la huelga solidaria en Gran Bretaña fueron rechazadas por el TUC británico. Aunque las acciones del ITGWU y el más pequeño UBLU supusieran pequeñas conquistas, con mejoras salariales y condiciones laborales más benignas, marcaron una línea divisoria en la historia del trabajo en Irlanda. El principio de acción, de unión y solidaridad de trabajadores había sido firmemente establecido. Y lo más importante, el discurso de Larkin en condenar la pobreza y la injusticia y apelando al levantamiento de los oprimidos, marcó la conciencia colectiva de manera duradera.

## Larkin en Estados Unidos (1914-1923)
Algunos meses después de que terminara el lockout, Larkin partió para los Estados Unidos. Su intención era recuperarse de la tensión del conflicto y agenciar fondos para la unión. Su decisión sorprendió a muchos activistas del sindicato. En Estados Unidos, Larkin se adhirió al Partido Socialista de Estados Unidos e hizo trabajo sindical en la central Workers of the World. Admirador incondicional de la Unión Soviética, fue expulsado del Partido Socialista de Estados Unidos en 1919, junto con numerosos simpatizantes de los bolcheviques. Los discursos de Larkin en apoyo a la Unión Soviética, su relación con miembros fundadores del recién nacido Partido Comunista estadounidense y sus publicaciones radicales lo hicieron blanco del "Pánico Rojo" que barría la nación; fue encarcelado en 1920, acusado de 'anarquía criminal'. Condenado a entre cinco y diez años en la prisión de Sing Sing. En 1923, sería perdonado y después deportado por Alfred Y. Smith, el Gobernador de Nueva York.

## Regreso a Irlanda
A su llegada a Irlanda en abril de 1923, Larkin recibió el tratamiento de héroe, e inmediatamente comenzó a viajar por el país, manteniendo encuentros con activistas sindicales en los que apela al fin de la Guerra civil. Pero, inmediatamente entró en disputa con William X. O'Brien, que en su ausencia se había hecho la figura principal en el ITGWU, en el Partido Laborisra Irlandés y en la Unión Sindicall (Trade Union Congress). Larkin era aún oficialmente el secretario general del ITGWU, pero se libró una lucha amarga entre los dos dirigentes, que se prolongaría por más de veinte años.
En septiembre de 1923, Larkin formó la Liga de Trabajadores Irlandeses (Irish Workers League, IWL), que sería posteriormente reconocida por la Internacional Comunista (Komintern) como la sección irlandesa del movimiento comunista mundial. En 1924, Larkin asistió al congreso de la Komintern y fue elegido para su comité ejecutivo. Pero, la Aleación nom fue organizada como un partido político, ni mantuvo un congreso general, lo que la incapacitó para el éxito político. Su actividad más prominente su primer año fue agenciar fondos para los presos republicanos de la Guerra civil irlandesa.
Durante la ausencia del Larkin en el congreso de la Komintern en 1924 (y al parecer contra sus instrucciones), su hermano Peter Larkin se escindió con su sector de simpatizantes de la IWL, formando la Unión de los Trabajadores de Irlanda (Worker's Union of Ireland, WUI). La nueva unión rápidamente creció, ganando la lealtad de aproximadamente dos tercios de la afiliación de Dublín del ITGWU y de un pequeño número de afiliados rurales. Quedó asociada a la prosoviética Internacional Sindical Roja (Profintern). Sin embargo, como el IWL, el WUI no conseguiría un gran crecimiento.
En enero de 1925, la Komintern envió el militante británico Bob Stewart a Irlanda para establecer un partido comunista en cooperación con Larkin. Una conferencia de fundación formal de la Liga de Trabajadores de Irlanda, que debía asumir ese papel, se anunció para mayo de 1925. Pero cuando los organizadores descubrieron en el último momento que Larkin no tenía intención de asistir, la conferencia fue cancelada.
En las elecciones generales de septiembre de 1927, Larkin fue candidato por la circunscripción de Dublín Norte y resultó elegido. Esta es la única ocasión en que un reconocido comunista fue elegido como diputado del parlamento (Dáil Éireann). Pero no llegó a tomar posesión de su escaño debido a una disputa por la denuncia presentada por William X. O'Brien, que lo obligaba a una indemnización que se rechazó a pagar. Larkin fue aún apenas sucedido en sus tentativas los años a continuación en la tentativa de ser nombrado para un puesto de agente comercial de la Unión Soviética en Irlanda, coincidiendo con un progresivo alejamiento de la órbita soviética.
La Unión Soviética, por su parte, habían ido quedando cada vez más impacientes con su liderazgo ineficaz. A inicios de la década de 1930, Larkin se alejaba efectivamente de su influencia. Si en las elecciones generales de 1932 había fracasado como candidato comunista, a partir de 1933 se presentó como "Independiente". Durante este periodo, se aproximó a la Iglesia católica. Finalmente, en 1936, recuperó su escaño en el parlamento de Dublín. 
Larkin recuperó su escaño en las elecciones generales de 1937, un escaño en el Dáil que perdió nuevamente al año siguiente. En este período, la Workers' Union of Ireland también se convirtió en la corriente principal del movimiento sindical, siendo admitido en Dublin Trades Council en 1936, aunque el ITUC no aceptara su adhesión como socio hasta 1945.

## Regreso al Partido Laborista
En 1941, el Gobierno presentó una reforma de la ley sindical. Inspirado en una estructura sindical interna propuesta por William X. O'Brien, fue evaluada como una amenaza por las más pequeñas organizaciones sindicales y por los ramos irlandeses de los sindicatos británicos. Larkin y el WUI desempeñaron un importante papel en la campaña apenas sucedida contra la nueva normativa legal. Tras su aprobación, él y sus sectores de apoyo pidieron la admisión en el Partido Laborista, donde fueron considerados con compasión por muchos miembros.
O'Brien contestó la admisión de Larkin desfiliando el ITGWU del partido, formando el Partido Nacional Laborista (National Labour Party) y reclamando la influencia comunista en la tendencia laboral. Larkin llegaría a ser diputado del Partido Laborista en Dáil Éireann en 1943 y 1944.
James Larkin, Big Jim, murió mientras dormía el 30 de enero de 1947. Su funeral fue multitudinario y lo concelebró el arzobispo católico de Dublín, John Charles McQuaid, con miles de personas alineadas en las calles de la ciudad al paso del cortejo funerario camino al Cementerio de Glasnevin.